# اندیس جهان‌آباد
جهان آباد (B۱-B۲)(لایه ماسه سنگی ۲) یک اندیس غیرفلزی است که در حوالی شهر جاجرم استان سمنان قرار دارد و مادهٔ معدنی موجود در آن، سیلیس است.  